# 194
| [ Edytuj tabelę ] |                                                        |
| Cesarz Chin       | - 189 Han Xiandi 220                                   |
| Władca Korei      | - 179 Kogukch’ŏn 197                                   |
| Papież            | - 189 Wiktor I 199                                     |
| Król Partów       | - 191 Wologazes V 208                                  |
| Cesarz Rzymu      | - 193 Septymiusz Sewer 211 - 193 Pescenniusz Niger 194 |

Rok 194 / CXCIV
stulecia: I wiek ~
II wiek ~
III wiek

lata: 184 «
189 «
190 «
191 «
192 «
193 «
194
» 195
» 196
» 197
» 198
» 199
» 204

## Wydarzenia
- styczeń – bitwa pod Kius, zwycięstwo wojsk Sewera nad armią Pesceniusza Nigra.
- wrzesień – bitwa pod Issos, Septymiusz Sewer ponownie pokonał Pescenniusza Nigra.
- październik – Pescenniusz Niger zginął zamordowany podczas ucieczki do Persji.

## Zmarli
- Pescenniusz Niger, cesarz rzymski.